# حمله به شمال غربی سوریه (آوریل–ژوئن ۲۰۱۵)
تهاجم به شمال غربی سوریه (آوریل-ژوئن ۲۰۱۵) با نام نبرد پیروزی عملیات تهاجمی شورشیان سوری به استان‌های ادلب و حما در جریان جنگ داخلی سوریه بود.